# 牧野氏薹
牧野氏薹（学名：Carex makinoensis）又名牧野薹草，为莎草科薹草属的植物。分布于台湾岛、日本等地，见于近海边、低山或河边草地上，目前尚未由人工引种栽培。